# Lucius Cincius Alimentus
Lucius Cincius Alimentus var en romersk historieskrivvare. Han var praetor 210 f.Kr. och förde befäl i andra puniska kriget (218-201 f.Kr.). Han skrev på grekiska en historia om Rom från dess grundläggning till hans egen tid, ett verk som nu gått förlorat men som Titus Livius betraktade som tillförlitligt.
Många andra arbeten, som förr tillskrivits Lucius Cincius Alimentus, härrör från Lucius Cincius, som var en lärd antikvarie på Augustus tid.